# Lotte in Weimar (pel·lícula)
Lotte in Weimar és un pel·lícula alemanya de 1975 dirigida per Egon Günther i produïda per la Deutsche Film AG. El llargmetratge està basat en la novel·la homònima de 1939, obra de l'escriptor alemany, premiat amb el Nobel de Literatura de 1929, Thomas Mann. La pel·lícula fou nominada a la Palma d'Or del Festival Internacional de Cinema de Canes de 1975.

## Repartiment
- Lilli Palmer com a Lotte
- Martin Hellberg com a Goethe
- Rolf Ludwig com a Mager, el cambrer
- Hilmar Baumann com a August, fill de Goethe
- Jutta Hoffmann com a Adele Schopenhauer
- Katharina Thalbach com a Ottilie von Pogwisch
- Monika Lennartz com a Charlotte, filla de Lotte
- Norbert Christian com a professor Johann Heinrich Meyer
- Hans-Joachim Hegewald com a Dr. Riemer
- Walter Lendrich com a Ridel, Landkammerrat
- Dieter Mann com a Karl, el majordom
- Angelika Ritter com a Klaerchen, la minyona
- Annemone Haase com a Amalie Ridel
- Gisa Stoll com a Mrs. Riemer
- Christa Lehmann com a Mrs. Meyer